# Нада (слика)
Нада (енгл. Hope) симболистичка је слика енглеског сликара Џорџа Фредерика Вотса, који је прве две верзије завршио 1886. године. Дело је рађено у техници уље на платну и радикално је другачија од претходних приказа ове теме. Слика приказује усамљену женску фигуру са повезом преко очију како седи на глобусу и свира лиру са само једном преосталом жицом. Позадина је готово празна, а једини видљиви елемент је једна звезда. Вотс је намерно користио симболизам који се традиционално не повезује са надом како би значење слике учинио двосмисленим. Иако је његова употреба боја у Нади била веома хваљена, у време излагања многи критичари нису волели ову слику. Нада је била популарна међу припадницима естетског покрета, који су лепоту сматрали примарним циљем уметности и нису се обазирали на двосмисленост њене поруке. Ускоро су почеле да се продају репродукције у платинотипији, а касније и јефтини карбонски отисци.
Иако је Вотс добио многе понуде за куповину слике, раније је договорио да најважније радове поклони нацији и сматрао је да би било непримерено да  слику Нада не укључи у ову колекцију. Због тога су Вотс и његов асистент Сесил Шот 1886. године насликали другу верзију. Након завршетка, Вотс је продао оригиналну верзију а копију поклонио музеју Саут Кенсингтон (данас Музеј Викторије и Алберта). Тако је ова друга верзија слике постала познатија од оригинала. Насликао је најмање још две верзије за приватну продају.
Како су јефтине репродукције Наде, а од 1908. и висококвалитетни отисци, почеле да се шире у великим количинама, слика је постала веома популарна. Председник Сједињених Америчких Држава Теодор Рузвелт је држао копију у својој кући Сагамор Хил у Њујорку. Репродукције су кружиле широм света, а 1922. године је снимљен филм који је приказивао Вотсово стварање слике и измишљену причу иза ње. До тог времена, Нада је почела да делује застарело и сентиментално, а Вотс је брзо губио на популарности. Године 1938. Тејт галерија је престала да излаже Вотсове радове из своје колекције у својој сталној поставци.
Упркос опадању Вотсове популарности, Нада  је остала утицајна. Мартин Лутер Кинг Млађи је засновао своју проповед из 1959. године, касније названу Разбијени снови, на теми ове слике, као и Џеремаја Рајт у Чикагу 1990. године. У публици током ове проповеди био је и млади Барак Обама, који је био дубоко дирнут. Обама је преузео „Смелост Наде“ као тему свог главног говора на Демократској националној конвенцији 2004. године и као наслов своје књиге из 2006. године; своју успешну председничку кампању 2008. године засновао је на теми Наде.

## Позадина и историјат стварања
Џорџ Фредерик Вотс рођен је у Лондону 1817. године као син произвођача музичких инструмената. Његова два брата су преминула 1823. године, а мајка 1826, што је код Вотса изазвало опсесију смрћу током читавог живота. Истовремено, очева строга евангелистичка хришћанска уверења довела су до дубоког познавања Библије код Вотса, али и снажног антагонизма према организованој религији. Вотс је са десет година постао шегрт вајара, а шест година касније био је довољно вешт као уметник да зарађује за живот сликајући портрете и илустрације за крикет. Са 18 година примљен је у школе Краљевске академије, иако му њихове методе нису одговарале, па је његово присуство било повремено.
Године 1837. грчки бродовласник Александар Константин Јонидес наручио је од Вотса копију портрета свог оца, који је урадио Самјуел Лејн. Јонидесу се Вотсова верзија више допала од оригинала, па је одмах наручио још две слике, што је омогућило Вотсу да се у потпуности посвети сликарству.
Године 1843. отпутовао је у Италију, где је остао четири године. По повратку у Лондон, патио је од депресије и насликао низ изразито суморних дела. Његове вештине биле су широко цењене, па се 1856. одлучио искључиво бавити портретним сликарством. Његови портрети били су веома високо оцењени. Године 1867. изабран је за члана Краљевске академије, што је у то време била највећа част за једног уметника, иако је брзо постао разочаран културом у тој институцији.
Од 1870. године стекао је широку славу као сликар алегоријских и митолошких тема и у то време био је један од најцењенијих уметника на свету. Године 1881. додао је стаклену галерију свом дому у Литл Холанд Хаусу, која је викендом била отворена за јавност, чиме је додатно повећао своју славу. Године 1884. избор од 50 његових дела приказан је у Метрополитен музеју уметности у Њујорку.

## Субјекат
Нада се традиционално сматра теолошком врлином у хришћанству (врлином која је повезана са Божјом милошћу, а не са радом или самоусавршавањем). Од антике, уметнички прикази персонификације наде представљају је као младу жену, обично са цветом или сидром у руци.
Током Вотсовог живота, европска култура је почела да преиспитује концепт наде. Нова филозофска школа тог времена, заснована на размишљањима Фридриха Ничеа, сматрала је наду негативним атрибутом који подстиче људе да троше енергију на узалудне напоре. Велика депресија 1870-их разорила је економију и самопоуздање Британије, а Вотс је осећао да све већа механизација свакодневног живота, и значај материјалног благостања за све доминантнију средњу класу Британије, чине савремени живот све бездушнијим.
Крајем 1885. године, усвојена ћерка Џорџа Фредерика Вотса, Бланш Клогстаун, изгубила је своју тек рођену ћерку Изабел услед болести. Вотс је у писму пријатељу написао: „Видим само неизвесност, препирке, сукобе, уздрмане вере и ништа успостављено уместо тога“. Вотс је почео да преиспитује како приказати наду у друштву у којем су економски пад и деградација животне средине све више наводили људе да доводе у питање напредак и само постојање Бога.
Други уметници тог периода већ су почели да експериментишу са алтернативним методама приказивања наде у уметности. Неки, попут младе сликарке Евелин Де Морган, инспирисали су се Псалмом 137 и његовим описом изгнаних музичара који одбијају да свирају својим угњетачима. У међувремену, Едвард Берн-Џонс, Вотсов пријатељ који се специјализовао за сликање митолошких и алегоријских тема, 1871. године завршио је цртеж за планирани витраж који приказује наду за цркву Свете Маргарете у Хоптону на мору. Берн-Џонсов дизајн приказује Наду усправну и пркосну у затворској ћелији, како држи процветалу штап.
Вотс је обично радио на својим алегоријским сликама с прекидима током дужег периода, али изгледа да је Наду завршио релативно брзо. Није оставио белешке о стварању овог дела, али је његова блиска пријатељица Емили Барингтон забележила да је „једна моја прелепа пријатељица“, готово сигурно Дороти Дин, позирала за Наду 1885. године. Дороти Дин, рођена као Ада Алис Пулен, била је познатија као модел за Фредерика Лејтона, али је такође позирала Вотсу у том периоду. Иако су црте лица наде замагљене на Вотсовој слици, њена препознатљива вилица и коса су препознатљиве. До краја 1885. године Вотс је завршио дизајн слике.

## Композиција
Нада која седи на глобусу, са завезаним очима, свира на лири чије су све жице осим једне покидане. Из те једине жице покушава да извуче што више музике, слушајући са свом својом пажњом тај слабашни звук — да ли ти се свиђа ова идеја?
— Џорџ Фредерик Вотс у писму пријатељици Мадлен Виндхам, децембар 1885, Џорџ Фредерик Вотс у писму својој пријатељици Медлин Виндем, децембар 1885.
Нада приказује централни карактер усамљеног, без видљивих других људских фигура и без њених традиционалних врлина, Љубави (такође познате као Милосрђе) и Вере. Она је одевена у класичну костимирану одећу, инспирисану Елгинским мермерима. Николас Троманс са Универзитета у Кингстону претпоставио је да је њен грчки стил одевања намерно изабран како би евоцирао двосмислену природу наде у грчкој митологији у односу на извесности хришћанске традиције. Њена поза заснована је на Микеланђеловој Ноћи, у намерно напетој позицији. Она седи на малом, несавршеном наранџастом глобусу са праменовима облака око његовог обима, против готово празне, прошаране плаве позадине. Лик је слабо осветљен позади, као да је извор светлости звездана светлост, али и директно са предње стране, као да је посматрач извор светлости. Вотсово коришћење светлости и тона избегава јасно дефинисање облика, стварајући треперав и расплинут ефекат који је типичнији за пастеле него за уљану слику.
Дизајн има блиске сличности са делом Луна Едварда Бурн-Џоунса (насликан у акварелу 1870. и у уљу око 1872–1875), који такође приказује женску фигуру у класичном огртачу на глобусу окруженом облацима. Као и многи Вотсови радови, стил ове слике укорењен је у европском симболистичком покрету, али је такође снажно инспирисан венецијанском школом сликарства.
Друга дела која су предложена као могући утицаји на Наду укључују Бурн-Џонсов Точак среће (око 1870), Перле Алберта Мура (1875), Морску чаролију Дантеа Габријела Росетија (1877) и Трон Сатурна Елију Ведера (1884).
Нада је уско повезана са делом Idle Child of Fancy, које је Вотс завршио 1885. године, а такође приказује оличење једне од традиционалних врлина (у овом случају љубави) како седи на глобусу прекривеном облацима. У традиционалним приказима врлина, Љубав је приказивана са повезом преко очију, док нада није; у Нади и Idle Child Вотс је обрнуо ту иконографију, приказавши љубав како гледа право, а наду као слепу. Сматра се да је ово први пут да је европски уметник приказао наду као слепу.
Фигура наде држи поломљену лиру, засновану на древној атинској лири од дрвета и корњачиног оклопа, која је тада била изложена у Британском музеју. Иако су поломљени музички инструменти често били мотив у европској уметности, никада раније нису били повезивани са надом. Надина лира има само једну преосталу жицу, на којој она покушава да свира. Она се напреже да чује звук те једине несломљене жице, симболизујући истовремено упорност и крхкост, као и блискост наде и очаја. Вотс је показао интересовање за идеју о континуитету између визуелне уметности и музике, а раније је користио музичке инструменте као начин да оснажи субјекте својих портрета.
Изнад централне фигуре сија једна мала звезда на самом врху слике, служећи као симбол додатне наде изван оне коју сама фигура осећа. Раздаљина звезде од централне фигуре, као и чињеница да је она изван њеног видног поља чак и да није повезана очију, сугеришу двосмисленост. Она пружа уздижућу поруку посматрачу да ствари за централну фигуру нису тако лоше како она верује, а уједно додаје елемент патетике јер је она несвесна наде која постоји на другом месту.

## Пријем
Надина хаљина је тамне, ваздушасте нијансе, а њена фигура открива нам се бледим светлом са предње стране и светлуцавим сјајем звезда на небу у позадини. Ово изванредно осветљење, да тако кажемо, спаја боје, супстанцу, па чак и облике и контуре целокупног дела, и сугерише магију која је нејасна и налик на сан, чији шарм одговара теми и, као у свакој великој уметности, даје милост изразу мотива.— Фредерик Џорџ Стивенс након што је видео Наду у Вотсовом атељеу, 1886.
Млада жена се везује у чвор покушавајући да изведе трик са столицом. Балансира на пантомимском холандском сиру који плута на сцени од муслина непознате старости и боје. Девојци не би шкодило једно топло купање.— Сатирични магазин Фан о изложби Наде, 1886.
Иако је Летња изложба Краљевске академије традиционално била најпрестижније место за енглеске уметнике да представе своја нова дела, Вотс је одлучио да изложи Наду у мањој галерији Гросвенор. Године 1882. галерија Гросвенор је организовала ретроспективну изложбу Вотсових дела, па је уметник осећао приврженост овом простору. Такође, у то време, галерија Гросвенор је генерално била отворенија за експериментисање него Краљевска академија. Нада је добила централно место на најдужем зиду галерије.
Вотсово коришћење боја одмах је освојило критичаре; чак су и они који нису волели слику били импресионирани његовом вештином употребе боје, тона и хармоније. Ипак, тема слике и Вотсова техника су изазвали критике у штампи. Тајмс је описао дело као „једно од најинтересантнијих међу [Вотсовим] недавним сликама“, али је приметио да, иако је „у погледу боје господин Вотс ретко понудио нешто лепше и суптилније... и цртеж је изузетно леп, мора се признати да су углови превише бројни и превише наглашени“. Часопис Портфолио похвалио је Вотсову слику Кајиново покајање, али је сматрао да је Нада „поетска, али донекле инфериорна композиција“. Теодор Чајлд из Фортнајтли ривјуа одбацио је Наду као „ужасну и апокалиптичну алегорију“, док је цењени критичар Клод Филипс сматрао да је то „изузетан концепт, недовољно реализован због неуспешне изведбе“.
Упркос почетном одбијању критичара, Нада је одмах постала популарна међу припадницима тада утицајног покрета естетизма, који су лепоту сматрали примарном сврхом уметности. Вотс, који је уметност видео као медиј за преношење моралних порука, снажно је одбацивао доктрину „уметност ради уметности“, али су следбеници естетизма изузетно ценили његову употребу боја и симболизма у Нади. Убрзо након изложбе, почеле су да се објављују песме инспирисане сликом, а платинотипске репродукције – у то време најбољи фотографски процес за приказивање суптилних варијација тона – постале су популарне. Прве платинотипске репродукције Наде направио је Хенри Хершел Хеј Камерон, син Вотсове блиске пријатељице Џулије Маргарет Камерон.

## Религијска тумачења
Пошто је Нада била дело које је било немогуће разумети користећи традиционалну интерпретацију симболизма у сликарству, Вотс је намерно оставио њено значење двосмисленим, а мрачнија тумачења су готово одмах изазвана од стране хришћанских мислилаца након њеног излагања. Шкотски теолог П. Т. Форсајт сматрао је да је Нада пратилац Вотсове слике из 1885. године, Мамон, која приказује лажне богове и опасности које очекују оне који покушају да их следе у одсуству вере. Форсајт је писао да слика преноси одсуство вере, илуструје да губитак вере поставља превелико оптерећење само на наду, и да је порука слике да у безбожном свету створеном технологијом, Нада намерно ослепљује себе и слуша само музику коју сама може да створи. Његово тумачење, да централна фигура није оличење наде већ представља човечанство које је превише ужаснуто светом који је створило да би га гледало, постаје популарно међу другим теолозима.
Подржаваоци Вотса тврдили су да је слика Нада имала готово чудесне искупитељске моћи. У свом делу из 1908. године Проповеди уметности великих мајстора, презвитеријански свештеник Џејмс Бернс написао је о жени која је кренула ка Темзи са намером да изврши самоубиство, али је прошла поред слике Нада у излогу и била толико инспирисана њеним призором да је уместо самоубиства одлучила да емигрира у Аустралију. У Вотсовој биографији из 1918. године, Хенри Вилијам Шрузбери је писао о „сиротој девојци, карактером и срцем сломљеној, која лута улицама Лондона с растућим осећајем да јој ништа друго не преостаје него да се уништи“, која је видела фотографију Нада, искористила последњи новац да је купи, и свакодневно гледајући у њу, прихватила поруку слике и изборила се за живот чистоте и части. Када је музичка звезда Мари Лојд умрла 1922. године након живота испуњеног алкохолизмом, болестима и депресијом, примећено је да је међу њеним стварима била и слика Нада; један новинар је прокоментарисао да је у односу на остале предмете изгледала „попут доброг дела у непослушном свету“.
Вотс је био амбивалентан када су га питали о религијском значају слике, рекавши: „Начинио сам Наду слепом јер ништа не очекује“, иако је након његове смрти његова удовица Мери Сетон Вотс написала да је порука слике „Вера мора бити сапутник Наде. Вера је суштина, уверење у оно чему се надамо, јер је то доказ ствари које се не виде“. Малколм Варнер, кустос Јејл центра за британску уметност, интерпретирао је дело другачије, написавши 1996. године да је „тихи звук једне жице лире све што је остало од пуне музике религијске вере; они који још увек слушају су повезаних очију у смислу да, чак и ако стварни разлози за Наду постоје, они их не могу видети; Нада остаје врлина, али у добу научног материјализма слаба и двосмислена“.
Године 1900, недуго пре своје смрти, Вотс је поново насликао лик у делу Вера, Нада и Љубав (данас у Галерији Хју Лејн у Даблину). На овој слици, она је приказана насмејана, са лиром која је поново жичана, како заједно са Љубављу покушава да убеди крваву Веру да врати свој мач у корице. Троманс пише да „порука изгледа указује на то да, ако Вера жели да поново преузме свој значај за човечанство ... то ће морати бити у улози која показује поштовање према сталнијој Љубави и Нади“.

## Друга верзија
Када је Нада изложена, Вотс је већ био одлучио да донира своја најзначајнија дела нацији. Иако је добио више понуда за слику, сматрао је да није прикладно да Нада не буде укључена у ову донацију, с обзиром на то да је већ била препозната као једна од његових најважнијих слика. Средином 1886. године, Вотс и његов асистент Сесил Шот насликали су дупликат слике с намером да се тај дупликат донира нацији, чиме би оригинал могао да буде продат. Иако је композиција друге слике идентична, осећај који она пружа радикално је другачији. Централна фигура је мања у односу на глобус, а боје су тамније и мање раскошне, што је слици намерно дало мрачнији тон од оригинала.
Крајем 1886. године, ова друга верзија била је једна од девет слика које су дониране Музеју у Јужној Кенсингтон (данас Музеј Викторије и Алберта), као први део Вотсовог поклона нацији. У међувремену, оригинал је накратко изложен у Нотингему пре него што га је 1887. године купио предузетник Џозеф Растон. Његова локација дуго је била непозната све до 1986. године, када је на аукцији у Сотбију продат за 869.000 фунти (око 3.200.000 фунти у 2025. години).
Када су дониране Музеју у Јужној Кенсингтон, девет Вотсових дела било је постављено на степеништу које води до библиотеке,{efn-ua|Није сво особље у Музеју Јужног Кенсингтона поздравило Вотсов поклон; у интерном меморандуму тог времена коментарише се да је „веома тешко изаћи на крај са оваквим човеком који има сјајну идеју о сопственој генијалности и у кога верује и „велики број“ јавности“.}} али је Нада често позајмљивана другим институцијама као симбол британске уметности. На Краљевској јубиларној изложби 1887. у Манчестеру, читав један зид био је посвећен Вотсовим делима, а Нада, тада већ најпознатије његово дело, постављена је у центар овог приказа. Потом је изложена на Стогодишњој изложби у Мелбурну 1888. и Универзалној изложби у Паризу 1889, пре него што је премештена у Минхен на изложбу у Гласпаласту. Године 1897. била је једна од 17 Вотсових слика пренетих у новоосновану Националну галерију британске уметности (Тејт галерију). У то време Вотс је био толико цењен да је читав један салон новог музеја био посвећен његовим делима. Тејт галерија је сматрала Наду једним од најзначајнијих дела у својој збирци и није наставила праксу Музеја у Јужној Кенсингтон да је позајмљује за изложбе у иностранству.

### Остале верзије слике
Пошто су му били потребни средства за изградњу нове куће и атељеа у Комптону, Сари (данас Галерија Вотс), Вотс је произвео додатне копије Наде за приватну продају. Једна мања верзија, величине 66 x 50,8 cm, продата је приватном колекционару у Манчестеру у периоду између 1886. и 1890. године и изложена на Изложби слободних слика у Канинг Тауну 1897. године. Данас се налази у Националној галерији Јужне Африке у Кејптауну. Још једна верзија, у којој је Вотс додао дугу око централне фигуре како би ублажио суморност слике, купио је Ричард Баџет, удовац чија је супруга била велики обожавалац Вотсових дела, и остала је у поседу породице до 1997. године. Почетни уљани цртеж Вотс је поклонио Фредерику Лејтону; од 1923. године налази се у колекцији Галерије Вокер у Ливерпулу. Сматра се да је Вотс насликао најмање још једну верзију, али њена локација је непозната.

## Наслеђе
Иако су викторијански сликарски стилови изашли из моде убрзо након Вотсове смрти, Надa је остала изузетно утицајна. Марк Билс, кустос Галерије Вотс, описао је Наду као „најпознатију и најутицајнију“ од свих Вотсових слика и „драгуљ симболистичког покрета касног деветнаестог века“. Године 1889. социјалистички агитатор Џон Бернс посетио је Самјуела и Хенријету Барнет у Вајтчепелу и видео фотографију Наде међу њиховим стварима. Након што му је Хенријета објаснила њен значај, коалиција радничких група које ће касније постати Радничка партија покушала је да ангажује Вотса. Иако је био одлучан да остане ван политике, Вотс је 1891. године писао у подршку штрајку аутобуских радника, а 1895. године поклонио је кредом израђену репродукцију Наде Мисији за морнаре у Поплару, у знак подршке радницима лондонских докова. (Верује се да је то верзија Наде црвеном кредом из Галерије Вотс.) Пасивност Вотсовог приказа наде изазвала је критике неких унутар социјалистичког покрета, који су у њој видели одраз неспремности да се ангажује у акцији. Угледни уметнички критичар Чарлс Луис Хинд такође је презирао ту пасивност, написавши 1902. године да „то није дело које диве они снажни, али они усамљени и тужни у њему налазе утеху. Она одражава лепу, жаљену, напуштену наду оних који су проклети слабом виталношћу и лошим физичким здрављем“.
Платинотипске репродукције прве верзије Наде, које је направио Хенри Камерон, кружиле су још од изложбе слике, али су биле споре за израду и скупе за куповину. Од раних 1890-их фотограф Фредерик Холиер почео је да производи велики број јефтиних платинотипских репродукција друге верзије, посебно након што је Холиер формализовао своје пословне односе са Вотсом 1896. године. Холиер је продавао репродукције преко продаваца отисака широм земље, али и директно преко каталога, а отисак је био изузетно популаран.

### Уметнички утицај
Године 1895. Фредерик Лејтон је базирао своју слику Ватрени јун, која је такође приказивала Дороти Дене, на композицији Ватсове Наде. Ватрени јун је задржала позу централне фигуре, али је приказала жену опуштену и спавајућу. Ден је блиско сарађивала са Лејтоном од 1880-их, а по његовој смрти остављен јој је тадашњи огроман износ од £5000 (око £700,000 по савременом курсу). До тог времена, Нада је постала икона енглеске популарне културе, подстакнута широком дистрибуцијом репродукција; 1898. године, годину дана након отварања Тате галерије, њен директор је напоменуо да је Нада једно од два најпопуларнија дела у њиховој колекцији међу студентима.
Како је 20. век почео, све утицајнији модернистички покрет црпео је своју инспирацију од Пола Сезана и није имао много поштовања према британској сликарској традицији 19. века. Вотс је нарочито наишао на одбојност енглеских критичара, а Нада је дошла да се сматра пролазним трендом, симболом прекомерне сентименталности и лошег укуса касног 19. и раног 20. века. До 1904. године, ауторка Е. Несбит је употребила Наду као симбол лошег укуса у својој краткој причи The Flying Lodger,, описујући је као „слепу девојку која седи на наранџи“, опис који је касније популаризовала Агата Кристи у свом роману из 1942. године Five Little Pigs (познатом и као Murder in Retrospect).
Иако је рад Ватса био сматран за застарелим и сентименталним од стране енглеског модернистичког покрета, његово експериментисање са симболизмом и експресионизмом добило је поштовање европских модерниста, посебно младог Пабла Пикасаа, који је одјекнуо намерно изобличене карактеристике и широке плаве површине из Наде у свом делу The Old Guitarist (1903–1904). Упркос Ватсовом опадајућем угледу код куће, до тренутка његове смрти 1904. године, Нада је постала глобално препознатљиви слика. Репродукције су кружиле у културама као што су Јапан, Аустралија и Пољска, а Теодор Рузвелт, председник Сједињених Америчких Држава, изложио је репродукцију у својој Летњој Белој кући на Сагаморе Хилу. До 1916. године, Нада је била довољно позната у Сједињеним Државама да су сценски упутства за дело Rachel Ангелине Велд Гримке експлицитно укључивала додатак копије Наде на сцени како би се сугерисала побољшања у дому током времена.
Неколико људи је почело да је види као симбол сентименталности и лошег укуса, али Нада је наставила да остане популарна међу енглеским јавностима. Године 1905. The Strand Magazine је напоменуо да је то најпопуларнија слика у Тате галерији, приметивши да „има мало продавца отисака који не излажу њену репродукцију у својим витринама“. После Ватсове смрти, компанија Autotype је купила од Мери Сетон Ватс права за прављење карбонских отисака Наде, чинећи репродукције слике доступним за сиромашније домаћинства, а 1908. године гравер Емери Вокер је почео да продаје фотогравуре у пуним бојама Наде, прве јавно доступне репродукције слике високе квалитета у боји.
Године 1922. амерички филм Hope, у режији Легарена а Хиллера и са Мери Астром и Ралфом Фалкнером у главним улогама, заснивао се на измишљеним почецима слике. У њему, Џоан, жена рибара, слабо се односи са осталим људима у свом селу у одсуству свог мужа, и има само наду на његов повратак. Његов брод се враћа, али избија у пламену, пре него што буде опран сигуран на обалу. Причу су преломљене сценама у којима Вотс објашњава причу моделу и сликама слике. До тренутка када је филм изашао, тренд штампе Hope је већ био давно завршен, до те мере да су референце на њу постале усмени скраћенице за ауторе и уметнике који су желели да означе да је сцена из 1900-их–1910-их. Ватсов углед је наставио да опада како су се уметнички укуси мењали, а 1938. године Тате галерија је уклонила своју колекцију Ватсових дела са сталне изложбе.

### Каснији утицај
Упркос великом опадању популарности Ватса, Нада је наставила да има своје место у популарној култури, а било је и оних који су је сматрали значајним делом. Када је Тате галерија организовала изложбу Ватсових радова 1954. године, синдикални лидер и левичарски посланик Перси Колик позвао је „радничке присталице“ да присуствују изложби, наводно приватно испричавши да је недавно упознао једну јеврејску жену из Беча која је током „терора нацистичког рата“ црпела „нову веру и наду“ из своје фотографске копије Наде. У исто време, утицајна говор из 1959. године, Shattered Dreams (Школовани снови) Мартина Лутера Кинга, млађег, узела је Наду као симбол фрустрираних амбиција и сазнања да само мали број људи живи да види своје жеље испуњене, наводећи да „сломљени снови представљају знак нашег смртног живота“, и позивајући на одбацивање повлачења у апатични цинизам, фаталистички поглед на Божју вољу или ескапистичке фантазије као одговор на неуспех.
Митови су наставили да расту о наводним веровањима у спасоносну моћ наде, а током 1970-их је почела да се шири гласина да је након што је Израел победио Египат у Шестодневном рату, египатска влада издавала копије слике својим војницима. Нема доказа да се ово десило, а прича вероватно потиче од чињенице да је почетком 1974. године, након Јом Кипурског рата између Израела и Египта, слика Нада појавила на поштанским маркама Јордана. Такође се редовно тврди да је Нелсон Мандела држао отисак Наде у својој ћелији на Робеновом острву, што је тврђење за које не постоје докази.
Године 1990, Барак Обама, тада студент на Харвардској правној школи, присуствовао је говору у Тринити Унијатској цркви Христовој коју је држао Џеремија Рајт. Користећи књиге Самуела као полазну тачку, Рајт је објаснио да је студирао Ватсову Наду током 1950-их, и поново је открио слику када је др Фредерик Г. Сампсон одржао предавање о њој касних 1980-их (Сампсон ју је описао као „студију у контрадикцијама“), пре него што је разматрао значај слике у савременом свету.
Слика приказује харфисткињу, жену која на први поглед изгледа као да седи на великој гори. Међутим, када погледате ближе, видите да је жена модра и крвава, обучена у раздеране крпе, а харфа је сведена на један изношени жица. Ваш поглед се затим спушта на сцену испод, у долину, где су свуда последице глади, тукућег рата, свет који је мучен сукобима и лишавањима. То је свет! На коме седи нада! [...] А ипак поново размислите о слици која је пред нама. Нада! Као Ана, та харфисткиња гледа нагоре, неколико бледих тонова лебди према небесима. Она се усуђује да се нада ... има храбрости ... да прави музику ... и хвали Бога ... на једном жичаном ... који јој је остао!— Џеремија Рајт, 1990, како цитира Барак Обама, 1995
Рајтова говор оставила је велики утисак на Обаму, који је детаљно испричао Рајтову говор у свом мемоару Dreams from My Father. Након што је Dreams From My Father објављена, ушао је у политику, и постао члан Сената Илиноиса. 2004. године изабран је да одржи главни говор на Демократској националној конвенцији 2004. године. У свом мемоару из 2006. године The Audacity of Hope (Храброст наде), Обама је рекао да је разматрао теме о којима је раније водио кампању, и о великим проблемима који су тада погађали земљу, пре него што је размислио о разноврсним људима које је срео током кампање, сви који су настојали да побољшају своје животе и служе својој земљи.
Није ме дирнуо само животни борбе тих људи. Напротив, дирнула ме је њихова одлучност, самопоуздање, непоколебљиви оптимизам упркос тешкоћама. То ми је подсетило на фразу коју је мој пастор, рев. Џеремија А. Рајт, млађи, једном изговорио у проповеди. Храброст наде ... Била је то храброст, помислио сам, која нас је објединила као један народ. Била је то свеприсутна духовност наде која је повезала причу моје породице са широм америчком причом, и моју причу са причама бирача које сам желео да представљам.— Барак Обама, The Audacity of Hope, 2006
Обамин говор, на тему „Храброст наде“, био је веома добро примљен. Обама је изабран за члана Сената Сједињених Држава те године, а две године касније објавио је други том мемоара, такође под називом The Audacity of Hope. Обама је наставио да води кампању на тему „наде“, а у својој кампањи за председника 2008. године његов тим је затражио да уметник Шепард Фаири измени текст на независно произведеном постеру који је створио, комбинујући слику Обаме и реч progress (напредак), како би уместо тога читало hope (нада). Резултујући постер је постао иконична слика Обамине успешне изборне кампање. У светлу Обамине познате заинтересованости за Ватсову слику, и усред брига о могућем непријатељству према Британији, у последњим данима владе Гордона Брауна историјичар и активиста Лабуристичке партије Тристрам Хант предложио је да Нада буде пребачена у Белу кућу. Према непровереном извештају у Daily Mail-у, понуда је била направљена али је Обама одбио, желећи да се дистанцира од Џеремије Рајта након контроверзних изјава које је Рајт изнео.
Нада остаје Ватсово најпознатије дело, и представљала је тему отварања церемоније Зимских параолимпијских игара 1998. године у Нагану. У знак признања њеног континуираног значаја, велика реконструкција галерије Ватс галерије завршен 2011. године названа је Hope Appeal.